# Хаккель, Эдуард
Эдуард Хаккель (нем. Eduard Hackel, 17 марта 1850 — 2 февраля 1926) — австрийский ботаник, профессор естествознания.

## Биография
Эдуард Хаккель родился 17 марта 1850 года.
Хаккель учился в Политехническом Институте в Вене и стал нештатным преподавателем в средней школе Санкт-Пёльтена в 1869 году.
Он стал профессором естествознания после получения сертификата в 1871 году и оставался на этой должности до своей отставки в 1900 году.
Хаккель внёс значительный вклад в ботанику, описав множество видов семенных растений.
Эдуард Хаккель умер в Аттерзее-ам-Аттерзее 2 февраля 1926 года.

## Научная деятельность
Эдуард Хаккель специализировался на семенных растениях.

## Публикации
- Eduard Hackel; F Lamson-Scribner; Effie A Southworth. The true grasses. New York, Holt, 1890[2].
- Eduard Hackel. Monographia Festucarum europaearum. Kassel, T. Fischer, 1882[2].
- Eduard Hackel. Andropogoneae. Parisiis, G. Masson, 1889[2].
- Eduard Hackel. Catalogue raisonnédes graminées du Portugal. Coimbre, Impr. de l'Université, 1880[2].
- Eduard Hackel. Gramineae (echte gräser). Natürlichen pflanzenfamilien nebst ihren gattungen und wichtigeren arten, insbesondere den nutzpflanzen, unter mitwirkung zahlreicher hervorragender fachgelehrten begründet. 25 cm. II. teil, 2. abt. (1887) p. 1—97, 126[2].

## Почести
В его честь были названы роды растений Hackelia семейства Бурачниковые и Hackelochloa семейства Злаки.